# Francesco Crasso
Francesco Crasso, född 1500 i Milano, död 29 augusti 1566 i Rom, var en italiensk kardinal. 

## Biografi
Francesco Crasso var son till Pietrantonio Crasso och Laura Balsami. I Milano blev han iuris utriusque doktor. Crasso var bland annat refendarieråd vid Apostoliska signaturan och auditör vid Rota Romana.
I mars 1565 upphöjde påve Pius IV Crasso till kardinaldiakon; i oktober samma år blev han kardinalpräst. Han deltog i konklaven 1565–1566, vilken valde Pius V till ny påve. Kardinal Crasso erhöll i februari 1566 Santa Lucia in Septisolio som titelkyrka och påföljande månad Sant'Eufemia.
Kardinal Crasso avled i Rom år 1566 och är begravd i kyrkan Santa Maria della Pace i Milano.